# Sipperlavsklotter
Sipperlavsklotter (Opegrapha pulvinata) är en lavart som beskrevs av Rehm. Sipperlavsklotter ingår i släktet Opegrapha och familjen Roccellaceae.  Arten är reproducerande i Sverige. Inga underarter finns listade i Catalogue of Life.